# Afterglow
Afterglow fra 2003 er det femte studiealbum fra den canadiske sanger og sangskriver Sarah McLachlan.
Det indeholder singlerne Fallen, Stupid og World on Fire.
Det nåede 2 pladsen på den amerikanske Billboard 200.

## Numre
1. "Fallen" – 3:47
2. "World on Fire" – 4:22
3. "Stupid" – 3:24
4. "Drifting" – 3:23
5. "Train Wreck" – 4:36
6. "Push" – 3:56
7. "Answer" – 3:58
8. "Time" – 4:07
9. "Perfect Girl" – 4:43
10. "Dirty Little Secret" – 3:56

## Hitlister
| Hitliste (2003–04)             | Højeste placering |
| ------------------------------ | ----------------- |
| Australien (ARIA)              | 22                |
| Østrig (Ö3 Austria)            | 72                |
| Belgien (Ultratop Flanderen)   | 18                |
| Belgien (Ultratop Vallonien)   | 23                |
| Canadiske Albummer (Billboard) | 1                 |
| Danmark (Album Top-40)         | 33                |
| Holland (Album Top 100)        | 23                |
| European Albums (Top 100)      | 28                |
| Frankrig (SNEP)                | 65                |
| Tyskland (Offizielle Top 100)  | 25                |
| Irland (IRMA)                  | 20                |
| Italien (FIMI)                 | 66                |
| New Zealand (RIANZ)            | 30                |
| Norge (VG-lista)               | 14                |
| Polen (ZPAV)                   | 37                |
| Skotland (OCC)                 |                   |
| Sverige (Sverigetopplistan)    | 20                |
| Schweiz (Schweizer Hitparade)  | 19                |
| Storbritannien (OCC)           | 33                |
| US Billboard 200               | 2                 |

| Hitliste (2003)          | Placering |
| ------------------------ | --------- |
| US Billboard 200         | 124       |
| Chart (2004)             | Position  |
| Australian Albums (ARIA) | 83        |
| US Billboard 200         | 34        |